# Stratosphere-ストラトスフィア-
Stratosphere-ストラトスフィア-は、山形・仙台を中心に全国へ活動していた「オシャレで癒しなPOP！？系」音楽ユニット。
映画『スウィングガールズ』の舞台になった山形鉄道フラワー長井線公式応援ソングを作成。山形鉄道株式会社を応援する形で作られた。

## 略歴
- 2010年4月3日 着うたフル2曲「晴れの日、雨の日。」「星をみにいこう」が配信スタート。
- 2010年5月15日 1st Single「seed」がNew AGE Recordsより発売。
- 2010年8月28日 2nd Single「Love」がNew AGE Recordsより発売。
- 2011年3月16日WEB版限定シングル「Bittersweet」をリリース。
- 2012年5月16日Stratosphereとしては初となる1st Album「あい」をSutofi Recordsより全国発売。(現在は廃盤)
- 平成24年度やまがた元気プロジェクトサポート団体として、山形ブランド「さくらんぼ」等の山形特産物のイメージソングを制作しPR活動を行っていた。

## メンバー
- kazutaka（本名：柴田和敬） ヴォーカル・作詞・作曲
- 亮介（本名：佐賀亮介） アコースティックギター・作曲・編曲・Mixing・Mastering
- HISASHI（本名：村松央） キーボード・ピアノ・編曲・アレンジ